# Gabrielle Van Zuylen
Baronessan Gabrielle (Gaby) van Zuylen van Nyevelt van de Haar, född 9 juli 1933 i Perpignan, död 3 juli 2010 i Paris, som Gabriëlle Andrée Iglesias Valayas, var en fransk trädgårdsdesigner, trädgårdsförfattare och medlem av den internationella bäst klädda listan sedan 1978. Utbildad vid Radcliffe College i USA.
Gabrielle gifte sig 1956 med den nederländske baronen Thierry van Zuylen van Nyevelt van de Haar (1932–2011) men skiljde sig 1987 från honom.
Paret Van Zuylen köpte egendomen Haras de Varaville i Normandie 1964. Egendomen bestod av ett stall från 1700-talet och ruiner av slott som brann ner 1937. De bad den amerikanske arkitekten Peter Harden att bygga ett nytt hem i en modern stil. Trädgården anlades och designades av den engelska landskapsarkitekten Russell Page. Gabrielle Van Zuylen skrev senare boken The Gardens of Russel Page som handlade om hans inflytande i landskapsarkitekturen. Boken utsågs 1991 till den bästa trädgårdsboken av organisationen Garden Writers Association of America.
Gabrielle Van Zuylen var medlem av International Dendrology Society, Les Amateurs de Jardins och är Chevalier (riddare) av Ordre National du Mérite Agricole.

### Medförfattare
- Pierre Bergé, Madison Cox & Claire de Virieu,  Majorelle Gardens Of Marrakech, förord av Van Zuylen, Thames and Hudson, London (1999).
- Francis Dorléans & Claire de Virieu,  Private Gardens of the Fashion World, förord av Van Zuylen, Abbeville Press, London, (2000).